# (3213) Smolensk
(3213) Smolensk ist ein Asteroid des äußeren Hauptgürtels, der von dem sowjetischen Astronomen Nikolai Tschernych am 14. Juli 1977 am Krim-Observatorium in Nautschnyj (IAU-Code 095) entdeckt wurde.
Der Asteroid gehört der Themis-Familie an, einer Gruppe von Asteroiden, die nach (24) Themis benannt wurde. Die zeitlosen (nichtoskulierenden) Bahnelemente von (3213) Smolensk sind fast identisch mit denjenigen des kleineren, wenn man von der Absoluten Helligkeit von 16,6 gegenüber 12,4 ausgeht, Asteroiden (362525) 2010 TT151.
(3213) Smolensk wurde am 2. April 1988 nach der westrussischen Stadt Smolensk benannt.